# Мстислав Старий
Мстисла́в Рома́нович, відомий як Мстисла́в Стари́й (1156 — 2 червня 1223) — Великий князь Київський (1212—1223). Князь Псковський (1178—1197), Смоленський (1197—1214) та Білгородський (1206). Син Великого князя Київського Романа Ростиславича.

## Біографія
На політичні сцені з'явився у 1178 р., коли батько зі Смоленська послав його на допомогу вітебському князю Всеславу Васильковичу проти Мстислава Ростиславича Хороброго. Мстислав брав участь в успішних походах південноруських князів проти половців у 1183 і 1185 роках під проводом великого князя київського Святослава Всеволодича і київського князя Рюрика Ростиславича (свого дядька). 1197 року Мстислав Романович успадкував Смоленськ по смерті дядька, Давида Ростиславича. 1212 року великий князь київський Всеволод Святославич Чермний не виконав умов угоди з Ростиславичами: не дав їм володінь на Київщині й почав виганяти їх звідти. Ростиславичі звернулися за допомогою до сильного родича, новгородського князя Мстислава Мстиславича Удатного. У 1212 р. Мстислав Мстиславич вигнав Всеволода Чермного з Києва і посадив там свого двоюрідного брата Мстислава Романовича. Київське князювання Мстислава було часом найбільшого піднесення Ростиславичів, однак сам Мстислав Романович нічим вагомим протягом свого правління не відзначився, перебуваючи у тіні сильнішого дядька, Мстислава Мстиславича.

### Битва на Калці та смерть
Мстислав Романович разом з на той час галицьким князем Мстиславом Удатним був одним з організаторів наради руських князів у Києві перед першим походом проти татаро-монголів на допомогу половцям. Він очолив у поході київську групу військ. Після поразки русько-половецьких сил на річці Калка 31 травня 1223 року Мстислав Романович тривалий час опирався монголам у таборі. Він склав зброю в обмін на обіцянку противника помилувати його воякам життя, але був обманутий. Київського князя було страчено разом із його родичами та боярами у дикий спосіб — вони були розчавлені заживо під плитами дерев'яного помосту, на якому монгольські полководці Субедей, Джебе та інші святкували перемогу.

## Родина

### Діти
- Всеволод Мстиславич — князь новгородський (1218— після 1223), брав участь у битві на Калці.
- Ізяслав Мстиславич — князь вишгородський та київський (? — бл. 1239)
- Святослав Мстиславич — князь новгородський (1217—1218), князь полоцький (1222—1232), князь смоленський (1232—1239). В хрещенні Симеон.
- Марія Мстиславна (?—1220) — дружина владимирського князя Костянтина Всеволодовича